# ESPN
ESPN er en amerikansk satellit- og kabel-tv-station, hvis fokus er sport. Den er ejet af og drives af The Walt Disney Company.

## Kanaler
- ESPN
  - ESPNHD
- ESPN2
  - ESPN2HD
- ESPNEWS
- ESPN Classic
- ESPNU
- ESPN Deportes
- ESPN Now
- ESPN3
- ESPN 3D
- ESPN Plus
- ESPN PPV
- ESPN Radio
- ESPN Deportes Radio
- ESPN STAR Sports
- ESPN America

## Programmer
Den danske ESPN sender i øjeblikket disse serier:
- SportsCenter
- Monday Night Football
- NBA on ESPN
- ESPN Major League Baseball
- VM i fodbold